# Medalles del Cercle d'Escriptors Cinematogràfics de 2005
La cerimònia de lliurament de les medalles del Cercle d'Escriptors Cinematogràfics de 2005 va tenir lloc el 23 de gener de 2006 al Cine Palafox de Madrid i fou presentada pels actors Assumpta Serna i José Luis Gil. Va comptar amb el patrocini de la Comunitat de Madrid, l'EGEDA, la Fundació per al Foment de la Cultura, TVE i la Madrid Film Comission.
Els premis tenien per finalitat distingir als professionals del cinema espanyol i estranger pel seu treball durant l'any 2005. Es van concedir les mateixes medalles que a l'edició anterior a més d'una al millor documentalista, en total 17 premis. Es va concedir un premi homenatge a l'actor José Luis López Vázquez. La guanyadora de la nit va ser La vida secreta de les paraules d'Isabel Coixet, que va guanyar quatre medalles (millor pel·lícula, director, guió original, i fotografia).
Després del lliurament de medalles es va projectar en primícia la pel·lícula Bona nit i bona sort de George Clooney, en versió original.

## Pel·lícules candidates
| Pel·lícula                      | Nominacions | Premis |
| ------------------------------- | ----------- | ------ |
| La vida secreta de les paraules | 8           | 4      |
| Princesas                       | 5           | 1      |
| Habana Blues                    | 5           | 1      |
| El cielo gira                   | 5           | 2      |
| El método                       | 5           | 2      |
| Obaba                           | 5           | 0      |
| Ninette                         | 3           | 0      |
| Elsa y Fred                     | 2           | 0      |
| Frágil                          | 2           | 0      |
| Camarón                         | 1           | 1      |
| Tapes                           | 1           | 1      |
| Para que no me olvides          | 1           | 0      |
| Heroína                         | 1           | 0      |
| Otros días vendrán              | 1           | 0      |
| Fràgils                         | 1           | 0      |
| Hormigas en la boca             | 1           | 0      |
| 7 vírgenes                      | 1           | 0      |

## Premis per categoria
| Millor pel·lícula | Millor direcció |
| --- | --- |
| - La vida secreta de les paraules - El cielo gira - Princesas - Habana Blues | - Isabel Coixet per La vida secreta de les paraules - Fernando León de Aranoa per Princesas - Mercedes Álvarez per El cielo gira - Benito Zambrano per Habana Blues                                       |
| Millor actor protagonista | Millor actriu protagonista |
| - Óscar Jaenada per Camarón - Manuel Alexandre per Elsa y Fred - Tim Robbins per La vida secreta de les paraules - Eduard Fernández per El método | - Candela Peña per Princesas - Adriana Ozores per Heroína - Sarah Polley per La vida secreta de les paraules - China Zorrilla per Elsa y Fred                                                             |
| Millor actor secundari | Millor actriu secundària |
| - Carmelo Gómez per El método - Ernesto Alterio per El método - Javier Cámara per La vida secreta de les paraules - Fernando Guillén per Otros días vendrán                                                                                                  | - Elvira Mínguez per Tapes - Beatriz Carvajal per Ninette - Pilar López de Ayala per Obaba - Marta Etura per Para que no me olvides                                                                       |
| Millor guion original | Millor guió adaptat |
| - Isabel Coixet per La vida secreta de les paraules - Fernando León de Aranoa per Princesas - Benito Zambrano i Ernesto Chao per Habana Blues - Catalina Gilabert per Frágil                                                                                 | - Mateo Gil i Marcelo Piñeyro per El método - Montxo Armendáriz per Obaba - José Luis Garci i Horacio Valcárcel per Ninette - Alejandro Hernández, Mariano Barroso i Tom Abrahams per Hormigas en la boca |
| Premi revelació | Millor fotografia |
| - Mercedes Álvarez per El cielo gira - Jesús Carroza per 7 vírgenes - Bárbara Lennie per Obaba - Muriel per Frágil | - Jean-Claude Larrieu per La vida secreta de les paraules - Javier Aguirresarobe per Obaba - Raúl Pérez Cubero per Ninette - Alberto Rodríguez per El cielo gira                                          |
| Millor música | Millor muntatge |
| - Juan Antonio Leyva, Magda Rosa Galván, José Luis Garrido, Equis Alfonso, Dayan Abad, Descemer Bueno, Enrique Ferrer i Kelvis Ochoa per Habana Blues - Alfons de Vilallonga i Manu Chao per Princesas - Xavier Capellas per Obaba - Roque Baños per Fràgils | - Sol López i Guadalupe Pérez, amb Julia Juániz i Laurent Duffreche per El cielo gira - Irene Blecua per La vida secreta de les paraules - Iván Aledo per El método - Fernando Pardo per Habana Blues     |
| Millor pel·lícula estrangera | |
| - Million Dollar Baby, de Clint Eastwood Estats Units - Match Point, de Woody Allen Regne Unit - El crepuscle del samurai, de Yoji Yamada Japó - Flors trencades, de Jim Jarmusch Estats Units                                                               | |
| Medalla d'honor | |
| José Luis López Vázquez | |
| Medalla a la labor literària | |
| Ángel Luis Hueso Montón, Catedràtic d'Història del Cinema a la Universitat de Santiago de Compostel·la. | |
| Medalla a la labor periodística | |
| Julián Marías | |
| Medalla a la labor coma documentalista | |
| Joaquim Jordà i Català. | |